# Virmond
Virmond es un municipio brasileño del estado de Paraná. Su población estimada en 2009 era de 4.181 habitantes.